# Zasada wyborów zależnych
Zasada wyborów zależnych, DC (od ang. dependent choice) – konsekwencja aksjomatu wyboru, która bywa często przyjmowana za dodatkowy aksjomat (istotnie słabszy od aksjomatu wyboru) do aksjomatyki Zermela-Fraenkla (ZF). Ściślej mówiąc, DC to zdanie:
Niech X będzie zbiorem oraz niech R ⊆ X × X będzie taką relacją, że dla każdego x ∈ X istnieje takie y ∈ X, że (x, y) ∈ R. Wówczas istnieje taki ciąg (xn) elementów zbioru X, że dla dowolnej liczby naturalnej n zachodzi (xn, xn+1) ∈ R.

## DC a ZF
- Zasada wyborów zależnych implikuje przeliczalny pewnik wyboru, to znaczy istnienie funkcji wyboru dla dowolnej przeliczalnej rodziny zbiorów niepustych.

Dowód. Niech (Sn) będzie ciągiem zbiorów niepustych. Niech S oznacza sumę rozłączną rodziny (Sn), tj. zbiór par (x, n), gdzie x ∈ Sn, n – liczba naturalna. W zbiorze S można zdefiniować relację R ⊆ S × S poprzez warunek
(x, n) R (y, m) wtedy i tylko wtedy, gdy m = n +1.
Jeżeli (x, n) ∈ S, to (x, n) R (y, n + 1), gdzie y jest dowolnym elementem Sn+1, a więc można zastosować w stosunku do R zasadę wyborów zależnych. Oznacza to, że istnieje taki ciąg ((xn, Mn)) elementów S, że (xn, Mn) R (xn+1, Mn+1). Ponadto, stosując indukcję matematyczną można pokazać, że Mn = M + n dla każdej liczby naturalnej n i pewnej liczby M. W szczególności, xn ∈ Sn + M dla każdej liczby naturalnej n. Iloczyn kartezjański S1 × S1 × ... × SM jest niepusty; niech (y1, y2, ..., yM) będzie jego dowolnym elementem. Ostatecznie, funkcja f: {1, 2, 3, ... } → ∪n Sn dana wzorem f(n) = yn, gdy n ≤ M oraz f(n) = xM - n, gdy n > M jest funkcją wyboru dla rodziny (Sn). □
- Zasada wyborów zależnych jest równoważna (na gruncie ZF) z twierdzeniem Baire’a dla przestrzeni metrycznych zupełnych[1].